# Muribeca
Muribeca es un municipio brasileño del estado de Sergipe, situado a 72 kilómetros de Aracaju en el Agreste Sergipano. Su antiguo nombre era Sitio del Meio.

## Geografía
Se localiza a una latitud 10º25'38" sur y a una longitud 36º57'33" oeste, estando a una altitud de 151 metros. Su población estimada en 2004 era de 7.316 habitantes.
Posee un área de 3,5 km².